# AIKa R-16: Virgin Mission
AIKa R-16: Virgin Mission ist eine Anime-OVA des Studios Fantasia aus dem Jahr 2007. Es ist ein Prequel der OVA AIKa von 1997.
Die Serie beginnt 10 Jahre vor den Ereignissen von Agent Aika. Das Werk lässt sich in die Genre Etchi, Komödie, Science Fiction und Dystopie einordnen.

## Handlung
Aika Sumeragi (皇 藍華) ist das Kind zweier Wissenschaftler, die bereits in jungen Jahren an ihr experimentierten, um ihren Körper zu verbessern. Während eines dieser Experimente kommt es zu einem fatalen Erdbeben, bei dem alle mit der Ausnahme von Aika umkommen. Der Berger Gōzō Aida (相田 郷造) rettet sie aus dieser misslichen Lage und nimmt sie bei sich auf.
Einige Jahre später besteht sie als begabte und sportliche Schülerin die Prüfung zum Berger in der Klasse C. Dennoch wird Aika, die bereits sechzehn Jahre alt ist, immer noch von Gōzō wie ein Kind behandelt. Da sie nun aber eine Lizenz besitzt, bietet sie ihre Dienste als Berger an. Ihre Mitschülerin und Vorsitzende des Schatzsucherclubs Eri Shingai (真海 エリ) gibt ihr daraufhin den ersten Auftrag, den sie dankend annimmt und mit ihr zusammen auf einer privaten Jacht in See sticht. Am Bord dieses Schiffes lernt sie ein mysteriös wirkendes Mädchen kennen, welches Karen Minamino (美波野 カレン) genannt wird.

## Produktion und Veröffentlichung
Der Anime von Studio Fantasia unter der Regie von Katsuhiko Nishijima und mit Charakterdesigner Noriyasu Yamauchi produziert. Die drei Folgen wurden vom 25. April bis 26. Oktober 2007 durch Bandai Visual auf DVD veröffentlicht.
Die Serie erschien bei Bandai Entertainment auch auf Englisch. Auf Deutsch erschien AIKa R-16: Virgin Mission am 11. Juli 2008 bei OVA Films.

### Synchronisation
Die deutsche Sprachfassung wurde von dem Synchronstudio Neue Tonfilm München angefertigt. Die Synchronregie übernahm die Schauspielerin und Synchronsprecherin Beate Pfeiffer.
| Rolle          | japanischer Sprecher (Seiyū) | deutscher Sprecher   |
| -------------- | ---------------------------- | -------------------- |
| Aika Sumeragi  | Ami Koshimizu                | Malika Bayerwaltes   |
| Gozo Aida      | Akio Ōtsuka                  | Gerhard Jilka        |
| Gust           | Hiroyuki Yoshino             | Patrick Roche        |
| Karen Minamino | Mamiko Noto                  | Jacqueline Belle     |
| Eri Shingai    | Misato Fukuen                | Gabrielle Pietermann |
| Risako Nagisa  | Naoko Suzuki                 | Martina Duncker      |
| Kapitän        | Takaya Kuroda                | Crock Krumbiegel     |
| Tsukino        | Akio Ōtsuka                  | Hartmut Neugebauer   |

### Musik
Die Musik des Animes stammt von Jun’ichi Kanezaki und Hiroyuki Nomura. Der Vorspanntitel Sailing To The Future wurde gesungen von Ami Koshimizu, als Abspannlied verwendete man Rise, ebenso von Ami Koshimizu.